# شرک به خدا
شرک در لغت به معنای نصیب (سهم) قراردادن و در اصطلاح قرآن، مراد از شرک، شریک و مثل و مانند قراردادن برای الله است. شرک به دو قسم شرک در عقیده و شرک در عمل تقسیم می شود.